# Santa Bárbara de Casa

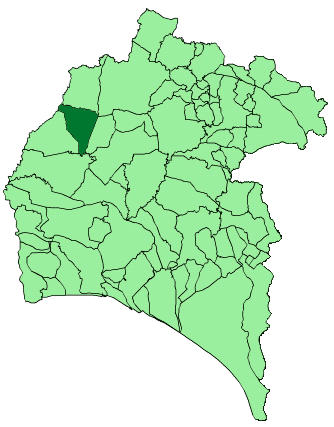
Localização de Santa Bárbara de Casa

Santa Bárbara de Casa é um município raiano da Espanha na província de Huelva, comunidade autónoma da Andaluzia, de área 147 km² com população de 1172 habitantes (2011) e densidade populacional de 8,40 hab/km².

## Demografia
| Variação demográfica do município entre 1991 e 2004 | Variação demográfica do município entre 1991 e 2004 | Variação demográfica do município entre 1991 e 2004 | Variação demográfica do município entre 1991 e 2004 |
| --------------------------------------------------- | --------------------------------------------------- | --------------------------------------------------- | --------------------------------------------------- |
| 1991                                                | 1996                                                | 2001                                                | 2004                                                |
| 1444                                                | 1401                                                | 1303                                                | 1237                                                |